# Гумбейка (посёлок железнодорожной станции)
Гумбе́йка — посёлок железнодорожной станции в Агаповском районе Челябинской области. Входит в Первомайское сельское поселение.

## География
Через посёлок протекает одноимённая река. Расстояние до районного центра села Агаповка 25 км.

## Население
| 1970 | 1995 | 2002 | 2010 |
| ---- | ---- | ---- | ---- |
| 602  | ↘461 | ↘451 | ↘390 |

По данным Всероссийской переписи, в 2010 году численность населения посёлка составляла 390 человек (174 мужчины и 216 женщин).

## Улицы
Уличная сеть посёлка состоит из 9 улиц.

## Транспорт
Расположена одноимённая железнодорожная станция Южно-Уральской железной дороги. 
Посёлок стоит на региональной автодороге 75К-029 Наваринка — железнодорожная станция Гумбейка. 